# Tod
Tod è il nome moderno di una località che si trova a circa 20 km a sud di Luxor, in Egitto, sulla riva orientale del Nilo.
Il nome originale della località egizia era Djerty o Djerw ed era situata nel IV Nomo dell'Alto Egitto divenendo poi Thuphium in epoca classica.
Tod conserva testimonianze che datano alla V dinastia.
I principali edifici eretti a Tod, benché ne rimangano poche tracce, sono quelli risalenti al Medio Regno costituiti principalmente dal tempio di Montu che fu ampliato da molti re a partire dall'XI dinastia
La maggior parte di ciò che è attualmente osservabile nel sito risale agli anni che vanno dal Nuovo Regno al periodo romano.
L'instabile situazione politica del tempo di Amenemhat I, si accentuò con il figlio Sesostri I  che si vide costretto a proteggere militarmente le oasi dagli attacchi dei Nubiani dal sud e Hyksos dal nord ma non riuscì a salvare il tempio di Tod (Djerty) che venne saccheggiato e distrutto.
Il sovrano provvide alla ricostruzione ed all'ampliamento del tempio come testimoniano numerosi blocchi rinvenuti recanti inciso il cartiglio con il suo nome.
Il tempio, di cui restano le fondamenta, era costituito da un ingresso con quattro colonne, numerose camere di culto ed un naos dedicato al dio Montu.
Successivamente il sovrano Ramses II  restaurò la cappella per la barca sacra eretta nella XVIII dinastia.
Il sito ha restituito anche numerosi frammenti di statue tra le quali si annovera una diade del sovrano Amenemhat I e della dea Sekhmet.
Scavi eseguiti dal Museo del Louvre hanno consentito il ritrovamento di un tesoro contenuto in quattro casse di bronzo recanti il nome di Amenemhat II e poste tra le fondamenta del tempio.
Gli oggetti ritrovati, tra i quali vi sono lingotti, collane, pietre preziose, vasellame in oro e argento, costituiscono il più prezioso tesoro ritrovato nella Valle del Nilo.